# Fotografia de guerra

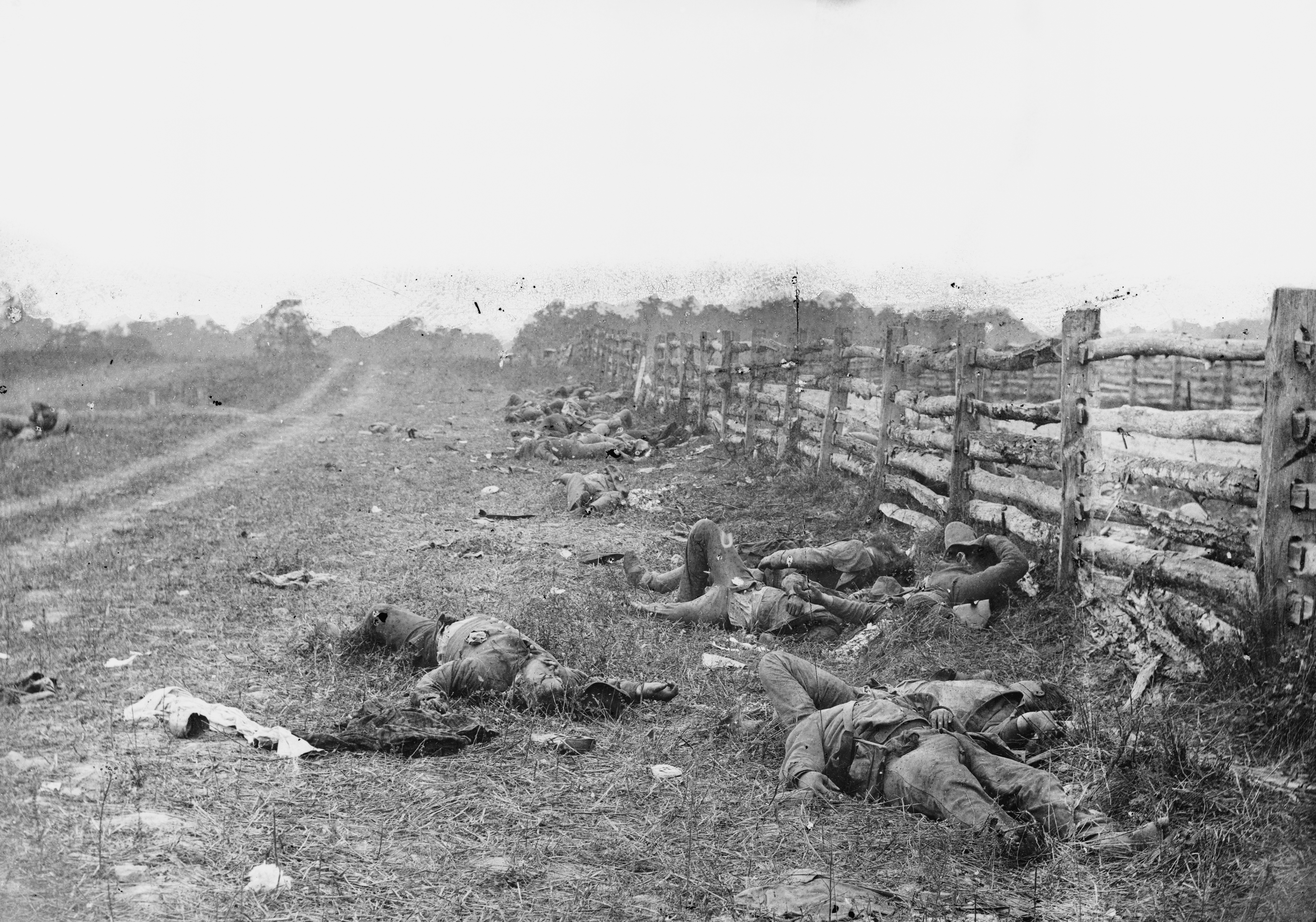
Vista do campo na Batalha de Antietam durante a Guerra Civil Americana. Extraída da Library of Congress' American Memory Collection.

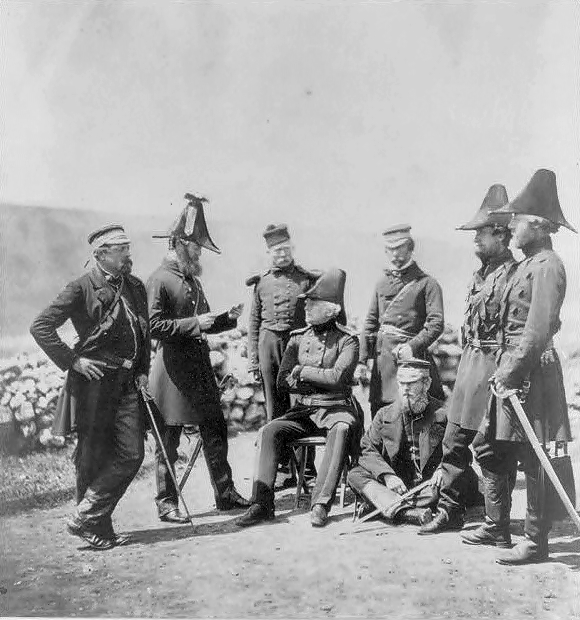
Guerra da Crimeia, General Brown e seus soldados. Fotografia de Roger Fenton, um dos pioneiros da fotografia de guerra.

Dá-se o nome de fotografia de guerra às imagens fotográficas de conflitos armados e da vida cotidiana e militar em áreas em situação de guerra. Descreve documentalmente os terrores da mesma alternados com atos de sacrifício. Contrariamente à pintura e desenho de guerra, as imagens baseadas em fatos reais não são facilmente alteradas nas fotografias. Os fotógrafos que trabalham neste género são por vezes feridos ou assassinados ao registarem imagens no campo de batalha.
O mais destacado fotojornalista de guerra foi Robert Capa. Destaca-se especialmente no seu trabalho sobre a guerra civil espanhola e pelas únicas imagens existentes sobre o desembarque na Normandia, na praia de Omaha. Alguns dos filmes expostos por Capa naquela batalha decisiva da Segunda Guerra Mundial foram mal revelados em laboratório, perdendo-se imagens de fotografias de guerra de valor incalculável.
James Nachtwey é nos tempos atuais um dos mais importantes nomes da fotografia de guerra.